# Michael Skender
Michael Skender (* 19. September 1978) ist ein ehemaliger deutscher Basketballspieler.

## Laufbahn
Der 2,02 Meter große Flügel- und Innenspieler wechselte im Sommer 2000 innerhalb der 2. Basketball-Bundesliga vom TSV Ansbach zur BG Karlsruhe. Nach einem Spieljahr in Karlsruhe schloss sich Skender 2001 der BG Ludwigsburg an, mit der er in der Saison 2001/02 unter Trainer Peter Schomers mit einer Bilanz von 29 Siegen und einer Niederlage den Aufstieg in die Basketball-Bundesliga schaffte.
Skender folgte Ludwigsburg nicht in die Bundesliga, sondern stieß in der Sommerpause 2002 zur Mannschaft des Zweitligisten 2BA Dragons Rhöndorf. Er war im Spieljahr 2002/03 mit 15,8 Punkten je Begegnung zweitbester Rhöndorfer Korbschütze und mit 6,7 Rebounds pro Spiel mannschaftsintern führend. Zur Saison 2003/04 wechselte er abermals innerhalb der 2. Bundesliga und wurde vom TuS Jena verpflichtet.
Von 2004 bis 2009 spielte Skender beim 1. FC Kaiserslautern (später in die Saar-Pfalz Braves übergegangen): Bis 2007 in der 2. Bundesliga Süd, von 2007 bis 2009 dann in der neugeschaffenen 2. Bundesliga ProA. Im Februar 2015 kehrte er Jahre nach seinem Rücktritt als Berufsbasketballspieler noch einmal in den Leistungssport zurück und bestritt zwei Spiele für den 1. FC Kaiserslautern in der 1. Regionalliga.
Skender machte sich nach seiner Zeit als Berufsbasketballspieler im Poker einen Namen. Beim 1. FC Kaiserslautern brachte er sich als Trainer ein.